# Ernst Barlach
Ernst Barlach (n. 2 ianuarie 1870, Wedel – d. 24 octombrie 1938, Rostock) a fost artist complex expresionist german, activ ca sculptor, desenator, dramaturg și scriitor.
A fost un susținător al războiului, în anii dinaintea Primului Război Mondial, pentru a deveni un adversar al său după ce a participat la lupte. Sculpturile sale, realizate cu scopul declarat de a fi contra războiului i-au adus faima cea mai mare. În anii regimului nazist, a devenit persona non grata, operele sale fiind desemnate drept artă degenerată.

## Opere
- 1894 – Die Krautpflückerin (română Culegătoarea de ierburi)
- 1908 – Sitzendes Weib (română Femeie șezând), Nürnberg
- 1914 – Der Rächer (română Răzbunătorul)
- 1917 – Der tote Tag (română Ziua moartă) – piesă de teatru
- 1919 – Der arme Vetter (română Vărul sărac) – piesă de teatru
- 1920 – Die Wandlungen Gottes: Der Gotliche Bettler (română Metamorfozele lui Dumnezeu: Cerșetorul divin sau Transfigurarea Domnului – A Treia Zi)
- 1921 Die echten Sedemunds (română Adevărații Sedemunds) – piesă de teatru
- 1924 Die Sintflut (română Potopul) – piesă de teatru
- 1926 Der blaue Boll (română Boll-ul albastru)  – piesă de teatru
- 1927 Güstrower Ehrenmal(română Cenotaful Güstrower) (Güstrow cenotaph), Güstrow
- 1927 Der schwebende Engel (română Îngerul plutind)
- 1928 Der singende Mann (română Bărbatul cântând) Nürnberg
- 1928 Der Geistkämpfer (română Luptătorul fantomă) Kiel
- 1929 Magdeburger Ehrenmal (română Cenotaful din Catedrala din Magdeburg)
- 1930 Bettler auf Krücken (română Cerșetor în cârje)
- 1931 Hamburger Ehrenmal (română Cenotaful din Hamburg)
- 1936 Der Buchleser (română Cititorul), Schwerin

## Galerie

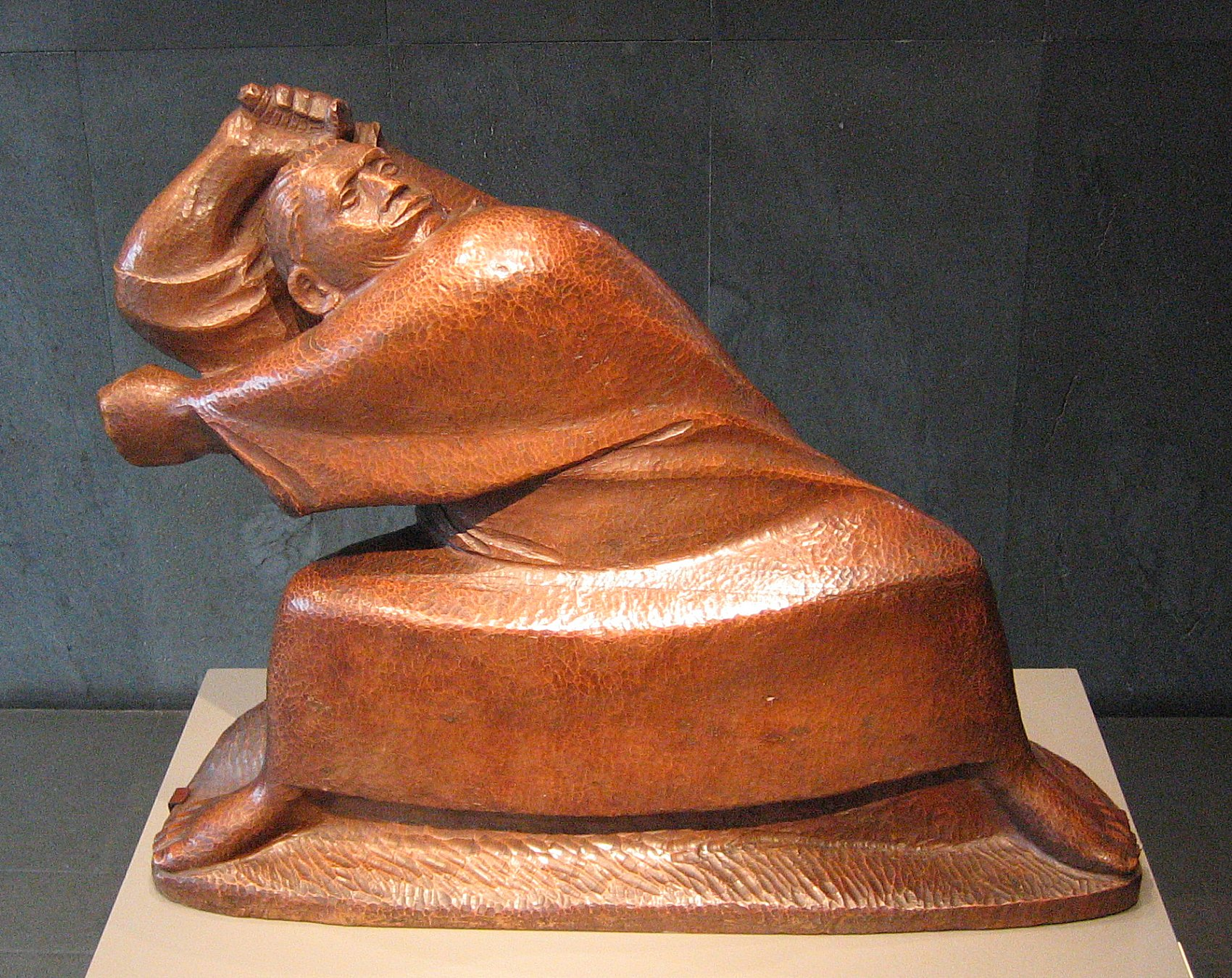
Berserker (1910)
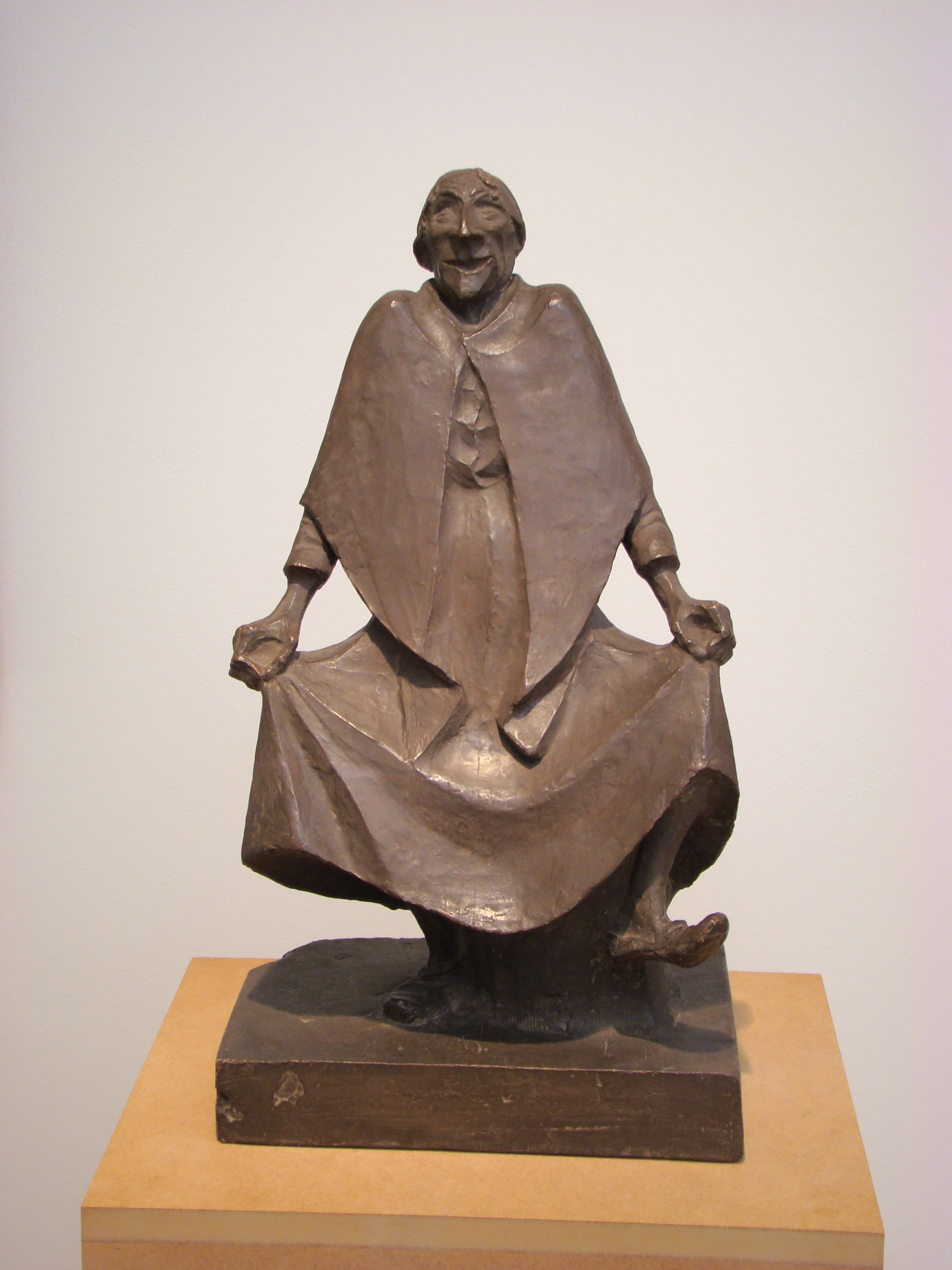
Bătrână dansând (1920), Museum der bildenden Künste, Leipzig
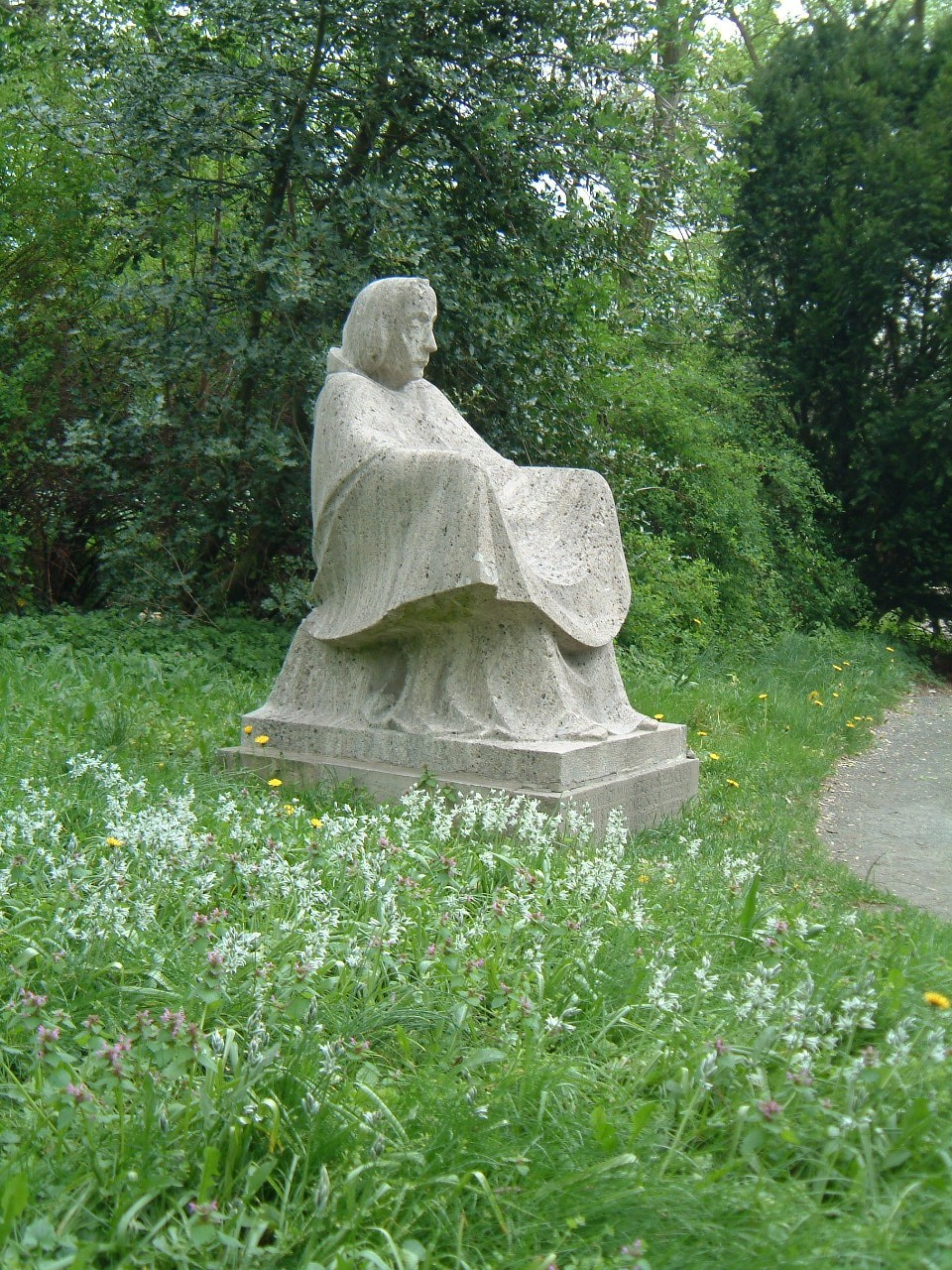
Mama pământ (1920) în parcul Capelei Gertruden din Güstrow
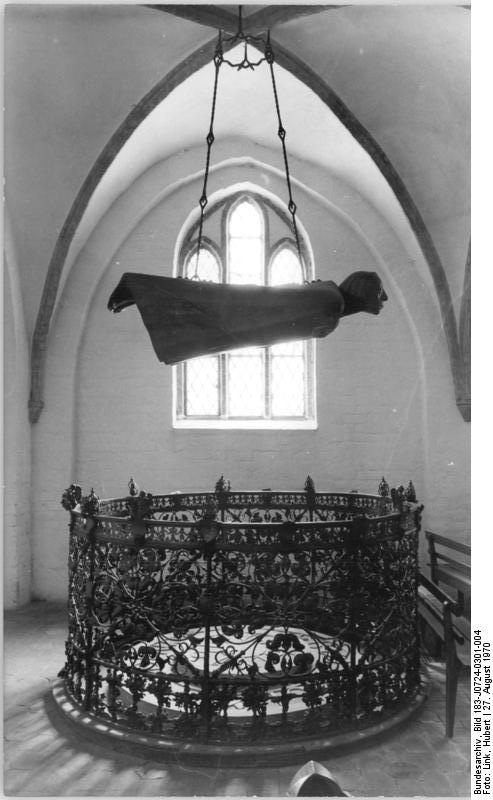
Plutitorul (1927 / 1953), în Domul din Güstrow
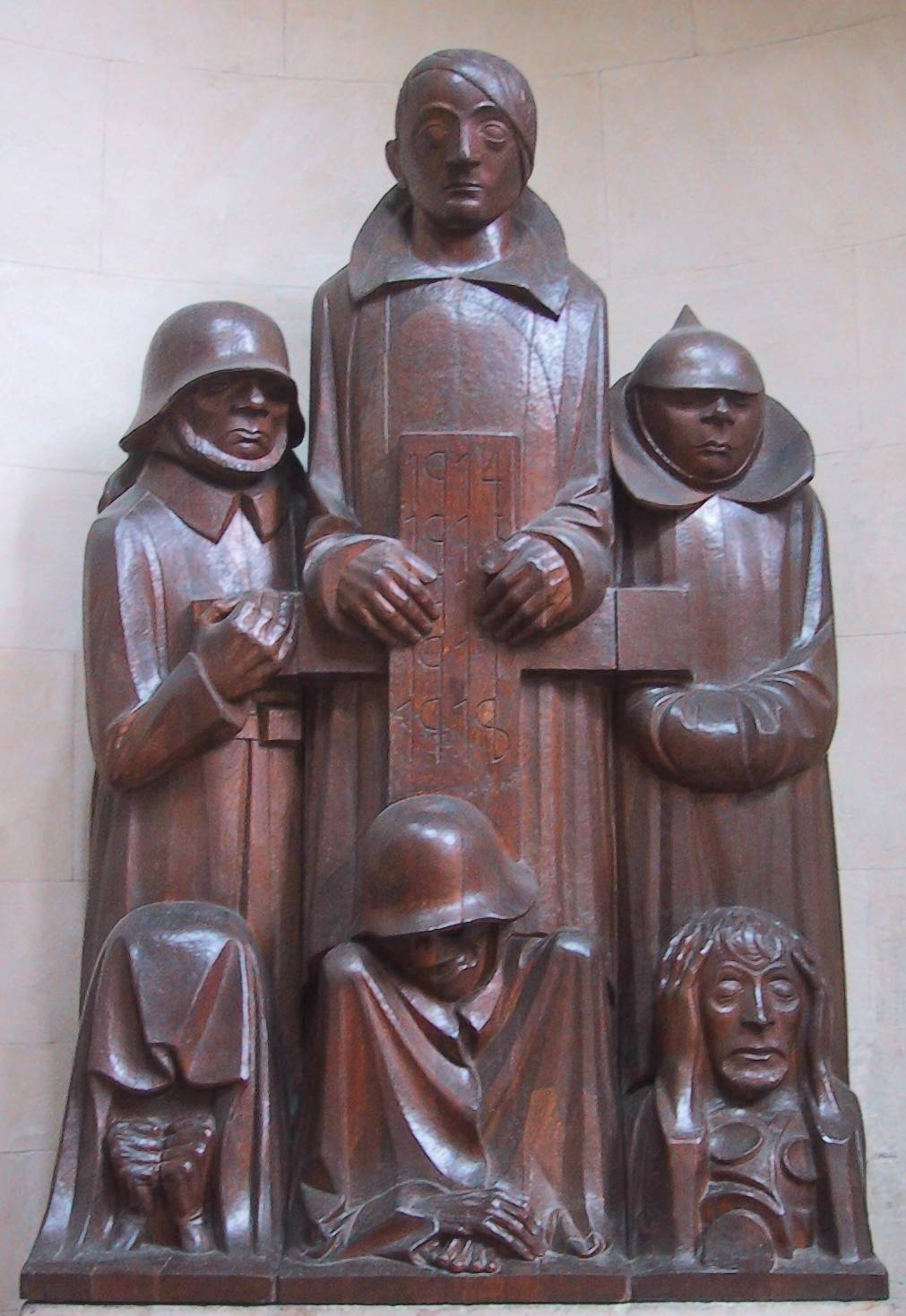
Cenotaful din Catedrala din Magdeburg (1928 / 1929)
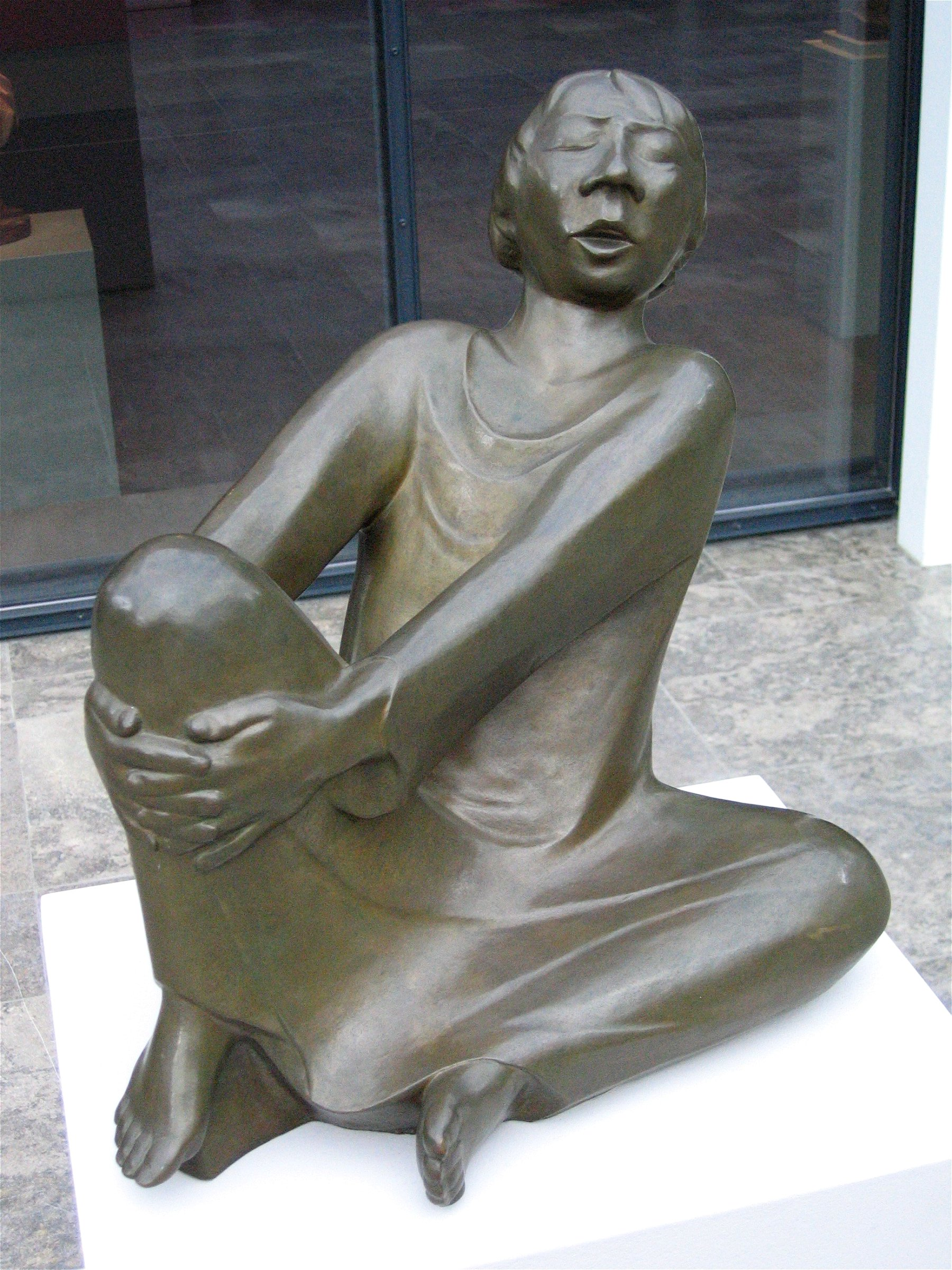
Bărbatul cântând (1928)
Hamburger Ehrenmal: Mamă jelind cu copil, Relief (1931, reconstruită 1949)
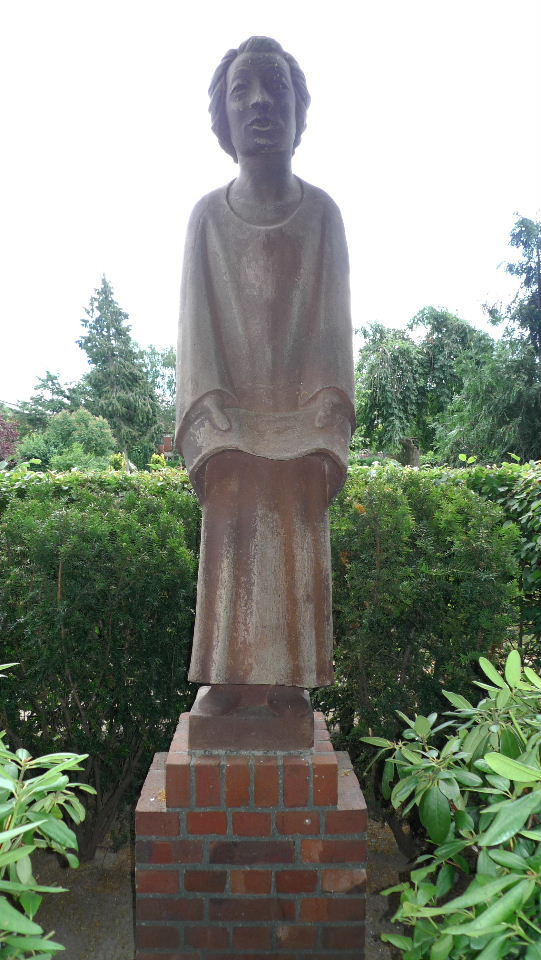
Elevul de mânăstire cântând (1931) – În Ratzeburg
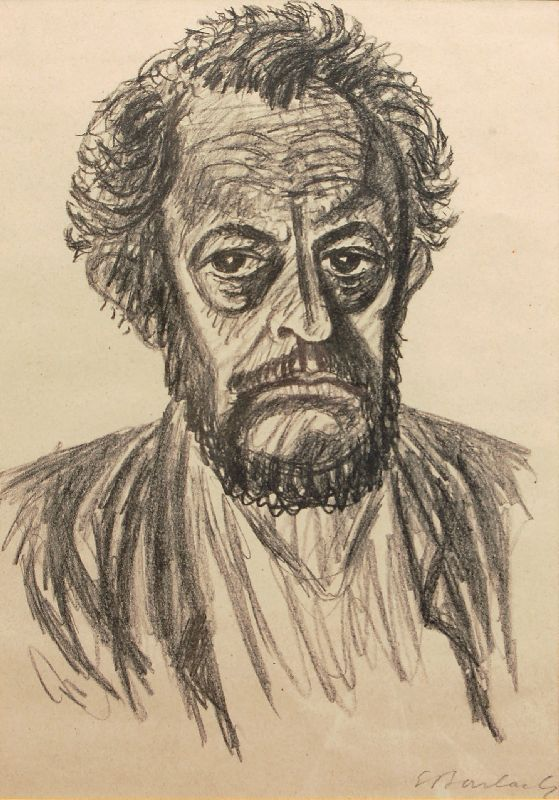
Ernst Barlach – Autoportret, 1928

## Legături externe
Materiale media legate de Ernst Barlach la Wikimedia Commons